# جيف ر. تومسون
جيف ر. تومسون (بالإنجليزية: Jeff R. Thompson)‏ هو قاضي ومحامي وسياسي أمريكي، ولد في 10 مارس 1965 في الإسكندرية في الولايات المتحدة. حزبياً، نشط في الحزب الجمهوري. وقد انتخب عضو مجلس نواب لويزيانا.